# Cesare Pugni
Cesare Pugni est un compositeur italien né à Gênes le 31 mai 1802 et mort à Saint-Pétersbourg le 29 janvier 1870. Cesare Pugni a composé la musique de plus de 300 ballets pour les chorégraphes les plus en vue de son temps, parmi lesquels Jules Perrot, Paul Taglioni, Arthur Saint-Léon, et surtout Marius Petipa avec qui il finira sa carrière.

## Biographie
Après des études de composition et de violon avec Alessandro Rolla au conservatoire de Milan, il composa ses premiers ballets pour la Scala (1823) et s'installa en France en 1834. Il y rencontra Jules Perrot et devint son principal collaborateur, d'abord à l'Opéra de Paris, puis au Her Majesty's Theatre de Londres (1843-1846), et le rejoignit à Saint-Pétersbourg en 1848. En 1851, Pugni fut nommé compositeur officiel des ballets du Théâtre Bolchoï Kemeny.

## Œuvres principales
Pour la Scala de Milan :
- 1829 : Adélaïde de France, ballet de Louis Henry
- 1827 : Pellea e Mileto, ballet de Salvatore Taglioni
- 1830 : Macbeth, ballet de Louis Henry
- 1836 : Elerz e Zulmida, ballet de Louis Henry

Pour Her Majesty's Theatre de Londres :
- 1844 : La Esmeralda, ballet de Jules Perrot
- 1844 : La Vivandière, ballet d'Arthur Saint-Léon
- 1845 : Pas de quatre, ballet de Jules Perrot
- 1846 : Catarina ou la Fille du bandit, ballet de Jules Perrot
- 1847 : Coralia, ballet de Paul Taglioni
- 1849 : Les Plaisirs de l'hiver ou les Patineurs, ballet de Paul Taglioni
- 1849 : Le Violon du diable, ballet d'Arthur Saint-Léon

### Pour le theatre  Bolshoi Kamenny Theatre, St. Petersburg
- La Guerre des femmes, ou Les Amazons du neuvième siecle. Choreography by J. Perrot. 23 November [O.S. 11 November] 1852.
- Gazelda, ou Les Tziganes. Choreography by J. Perrot. 24 February [O.S. 12 February] 1853.
- Marcobomba (also known as El Marcobomba). Choreography by J. Perrot, M. Petipa and J. Petipa. 5 December [O.S. 23 November] 1854.
- Armida. Choreography by J. Perrot. 20 November [O.S. 8 November] 1855.
- La Débutante. Choreography by J. Perrot. 29 January [O.S. 17 January] 1857. Pugni arranged this score from airs taken from his 1850 adaptation of Adolphe Adam's score for Perrot's La Filleule des fées (staged in St. Petersburg as L'Elève des fées in 1850), and his 1852 adaptation of Edouard Deldevez and Jean-Baptiste Tolbecque's score for Mazilier's Vert-Vert.
- La Petite marchande de bouquets. Choreography by J. Perrot and M. Petipa. 19 February [O.S. 7 February] 1857.
- L'Ile des muets. Choreography by J. Perrot. Music by Pugni and Théodore Labarre. 19 February [O.S. 7 February] 1857.

Pour le Théâtre Mariinsky de Saint-Pétersbourg :
- 1855 : L'Étoile de Grenade, ballet de Marius Petipa
- 1862 : La Fille du Pharaon, ballet de Marius Petipa
- 1864 : Le Petit Cheval bossu, ballet d'Arthur Saint-Léon
- 1864 : Le Corsaire, ballet de Marius Petipa d'après Joseph Mazilier
- 1868 : Le Roi Candaule, ballet de Marius Petipa

Pour le théâtre du Palais Michel de Saint-Pétersbourg :
- 1866 : Titania, ballet de Marius Petipa